# Distoleon wilsoni
Distoleon wilsoni är en insektsart som först beskrevs av Robert McLachlan 1892.
Distoleon wilsoni ingår i släktet Distoleon och familjen myrlejonsländor. Inga underarter finns listade i Catalogue of Life.